# Grande Roumanie historique
Pour le parti politique România Mare, voir Parti de la Grande Roumanie.
1918–1940
La Grande Roumanie (România Mare) est le nom informel donné au royaume de Roumanie dans sa plus grande extension territoriale, soit 295 049 km2, pendant l'« entre-deux-guerres » qui sépare la Première Guerre mondiale de la Seconde Guerre mondiale.

## Définitions
La « Grande Roumanie » concrétise territorialement les aspirations à l'unité de tous les Roumains, formulées durant la renaissance culturelle roumaine à partir de la fin du XVIIIe siècle et réalisées par étapes au cours d'un processus d'unification politique et territoriale comparable à l'unité allemande ou à l'unité italienne, commencé en 1859 par l'union des principautés danubiennes et achevé le 1er décembre 1918 grâce à l'effondrement des Empires austro-hongrois et russe.
La « Grande Roumanie » est, en Roumanie, considérée comme l'aboutissement d'un processus d'émancipation des Roumains en tant que groupe social et linguistique, numériquement majoritaire sur ce territoire, mais auparavant socialement dominé et en grande partie soumis au servage durant des siècles : l'hymne officiel de la Roumanie est Deșteaptă-te, române! (« Éveille-toi, Roumain! »).
En revanche, dans les États voisins, héritiers des Empires austro-hongrois et russe (respectivement la Hongrie et l'URSS) ou bien lésés par l'agrandissement de la Roumanie (Ukraine occidentale, Bulgarie) l'extension de l'État roumain est considérée comme une « occupation impérialiste » des territoires où leurs ressortissants étaient désormais minoritaires (mais localement majoritaires dans certaines régions comme le pays sicule). Ces états voisins revendiquèrent la restitution des territoires en question par le biais d'une « révision » des traités des années 1918-1920 (Versailles, Saint-Germain en Laye, Trianon et Neuilly), tous signés en France qui, pendant l'« entre-deux-guerres », fut la protectrice de la « Petite Entente » formée par la Roumanie, la Tchécoslovaquie et la Yougoslavie,.

## Connotations actuelles
Ayant perdu des territoires après 1945, la Roumanie compte depuis lors 237 499 km2, soit 57 550 km2 de moins que la « Grande Roumanie ». La majeure partie du territoire perdu l'a été au profit de l'URSS et forme, depuis 1991, un deuxième état de langue et de culture roumaine, la république de Moldavie. Une partie, minoritaire, de ses habitants Roumains souhaiteraient une union politique des deux états pour reformer une « grande Roumanie » qui ne serait plus celle de l'« entre-deux-guerres » mais s'inscrirait dans leurs frontières actuelles ; toutefois la majorité des Roumains s'accommode depuis trente ans de l'existence de deux états, mais dans un cadre de préférence européen, comme en témoignent les nombreuses manifestations de rue, les déclarations des dirigeants des deux pays, les relations entre la Moldavie et la Roumanie, les accords bilatéraux, les relations entre la Moldavie et l'Union européenne, l'accord d'association entre la Moldavie et l'Union européenne, l'eurorégion Siret-Prut-Nistre et plus récemment la procédure d'adhésion de la Moldavie à l'Union européenne,.
Dans les médias, le terme « grande Roumanie » est utilisé soit dans un sens historique et politiquement assez neutre, en référence à la période de l'« entre-deux-guerres », soit dans un sens nationaliste par des partis d'extrême droite comme le Parti de la Grande Roumanie (PRM) et la Nouvelle Droite (ND) formés par d'anciens apparatchiks anti-européens et pro-russes devenus identitaires et affiliés à des partis européens comme l'Union pour l'Europe des nations ou Identité et démocratie.
En roumain, les enseignants, les chercheurs, les politiques et plus particulièrement les géographes et les historiens préfèrent utiliser pour la Roumanie de l'« entre-deux-guerres » le terme de România întregită, dont l'équivalent français est approximativement le syntagme « Roumanie unitaire » ou « complète » (întregită signifie littéralement « complétée »). La « Roumanie complète » est plus petite que la « Grande Roumanie » historique car elle n'inclut pas la Dobroudja du Sud majoritairement peuplée de Turcs et de Bulgares, qui n'a pas rejoint la Roumanie de son plein gré et à l'issue d'un vote, comme les autres régions historiques de ce pays (principautés danubiennes, Bessarabie,  Bucovine et Transylvanie, à majorité roumaine). En effet, la Dobroudja du Sud bulgare a été enlevée à la Bulgarie à l'issue d'une campagne militaire voulue en 1913 par l'état-major roumain, contre l'avis du Parlement, au détriment d'un pays jusque-là ami (Roumains et Bulgares avaient lutté ensemble pour leur indépendance lors de la guerre russo-turque de 1877-1878).

## Constitution de la «Grande Roumanie»
Le processus débuta par l'union en 1859, sous les auspices du Traité de Paris, des principautés roumaines de Valachie et de Moldavie occidentale (la Moldavie septentrionale ayant été annexée par l'Autriche en 1775 et nommée Bucovine, tandis que l'orientale avait été annexée par la Russie en 1812 et nommée Bessarabie). Cette première union forma ce qu'on a appelé en Roumanie le « Vieux Royaume », bien qu'initialement il se soit agi d'une principauté encore vassale de l'Empire ottoman (1859-1878) puis indépendante (1878) avant d'être érigée en royaume (1881), avec un territoire de 120 732 km2. Celui-ci est augmenté en 1913 (à l'issue de la deuxième guerre balkanique) des 7 412 km2 de la Dobroudja du Sud prise à la Bulgarie. Les Roumains du « Vieux Royaume » sont traditionnellement appelés Regățeni (« du royaume ») par différence des Ardeleni (« transylvains ») qui eux, étaient avant 1918 sujets du Kaiser austro-hongrois, et des Basarabeni (« bessarabiens »), sujets du Tzar de « toutes les Russies ». 
En Bessarabie la République démocratique moldave (44 422 km2) a proclamé son indépendance vis-à-vis de la Russie le 27 mars 1918 par un vote de son « Soviet du Pays » (Sfatul Țării, à majorité menchévique), puis voté son union avec la Roumanie le 18 mars 1918. La Bucovine, pays moldave devenu autrichien en 1775, vota son union avec la Roumanie le 28 novembre 1918 par un vote de son Conseil provincial. Enfin, en Transylvanie, une Proclamation de l'Union fut votée par les députés des Roumains de Transylvanie, du Maramureș méridional, de la Crișanie orientale et du Banat oriental à Alba Iulia le 1er décembre 1918 (aujourd'hui fête nationale). Ainsi, fin 1918, grâce à l'effondrement de l'Empire russe et à la défaite des empires centraux à la fin de la Première Guerre mondiale, le royaume de Roumanie atteint 295 049 km2 : il est alors appelé « Grande Roumanie ». Lors de chacun de ces votes, certains représentants des populations non-roumaines s'opposèrent à l'union du territoire concerné avec la Roumanie, mais ils étaient minoritaires même au sein de leur groupe, notamment en raison de la peur du bolchevisme, qu'il fut hongrois ou russe. 
L'union de la Bucovine et de la Bessarabie avec la Roumanie fut ratifiée à l'occasion de la Conférence de la Paix qui a abouti au traité de Versailles en 1919. Mais l'URSS ne reconnut pas ces traités et revendiqua la Bessarabie durant tout l'« entre-deux-guerres ». La Bucovine a vu sa décision reconnue par la ratification du traité de Saint-Germain. L'union de la Transylvanie, du Maramureș, de la Crișanie et du Banat avec le Vieux Royaume fut ratifiée par le traité de Trianon en 1920 qui reconnut la souveraineté de la Roumanie sur ces régions et confirma la frontière entre la nouvelle Hongrie indépendante et la Roumanie, tracée en 1919 par la commission internationale « Lord » où le géographe français Emmanuel de Martonne joua un rôle déterminant.

## Population
Le territoire de la « Grande Roumanie » historique est aujourd'hui partagé entre la Roumanie (80 %), la république de Moldavie (11 %), l'Ukraine (6 %) et la Bulgarie (3 %). Il comprend par ordre d'importance (de l'« entre-deux-guerres ») les villes de Bucarest, Chișinău, Constanța, Bălți, Cluj, Iași, Galați, Cernăuți, Sibiu, Timișoara, Brașov, Craiova, Ploiești, Arad, Pitești, Oradea, Tulcea, Bacău, Brăila, Silistra, Cetatea Albă, Suceava, Reni, Balcic…
Sur ce territoire, la population se compose au XXIe siècle (recensements roumains, moldaves et ukrainiens) de Roumains/moldaves roumanophones (70,5 %), Magyars (7,5 %), Russes et Lipovènes (4,3 %), Ukrainiens, Ruthènes et Houtsoules (3,2 %), Roms (2,5 %), Allemands (2,1 %), Bulgares (2 %), Gagaouzes (2 %), Carashovènes, Croates et Serbes (1,6 %), Juifs (1 %), Turcs et Tatars (1 %), Grecs (0,5 %), Slovaques et Tchèques (0,3 %), Polonais (0,2 %), et autres (Arméniens, Albanais, Aroumains… ensemble 1,3 %).

## Démantèlement
La « Grande Roumanie » dure presque 22 ans. Le 13 mai 1939, les Alliés garantissent ses frontières, mais le 22 juin 1940 la France s'effondre et la Grande-Bretagne reste seule en lice, en position difficile. Une semaine plus tard l'URSS, alors liée à l'Allemagne nazie par le pacte Hitler-Staline, intime à la Roumanie un ultimatum de 48 heures pour évacuer les territoires de l'ex-République démocratique moldave et la moitié nord de la Bucovine, soit 50 135 km2 peuplés de 3 150 793 personnes (15 % du territoire et 16 % de la population roumaine) que l'Armée rouge envahit et occupe à partir du 28 juin 1940. L'ambassadeur allemand à Bucarest, Wilhelm Fabricius (de), ayant « vivement conseillé » au gouvernement roumain de céder. Deux mois après, le « diktat de Vienne » enjoint à la Roumanie de céder, le 30 août 1940, la moitié nord de la Transylvanie à la Hongrie horthyste, soit 43 492 km2 peuplés de 2 603 589 personnes (14 % du territoire et 13 % de la population, dont 40 % sont, dans ce territoire, magyars). Enfin, les accords de Craiova signés le 7 septembre 1940, restituent la Dobroudja du Sud à la Bulgarie, soit 7 412 km2 peuplés de 407 352 personnes (2,5 % du territoire et 2 % de la population). La Roumanie ne retrouvera jamais son territoire d'avant la Seconde Guerre mondiale, dont l'étendue n'a pu atteindre 295 049 km2 qu'en raison de l'effondrement, initialement imprévisible, de deux empires engagés dans des camps opposés durant la Première Guerre mondiale : l'Autriche-Hongrie et la Russie.

## Atlas

Les trois principautés roumaines à l'époque de Michel Ier le Brave.
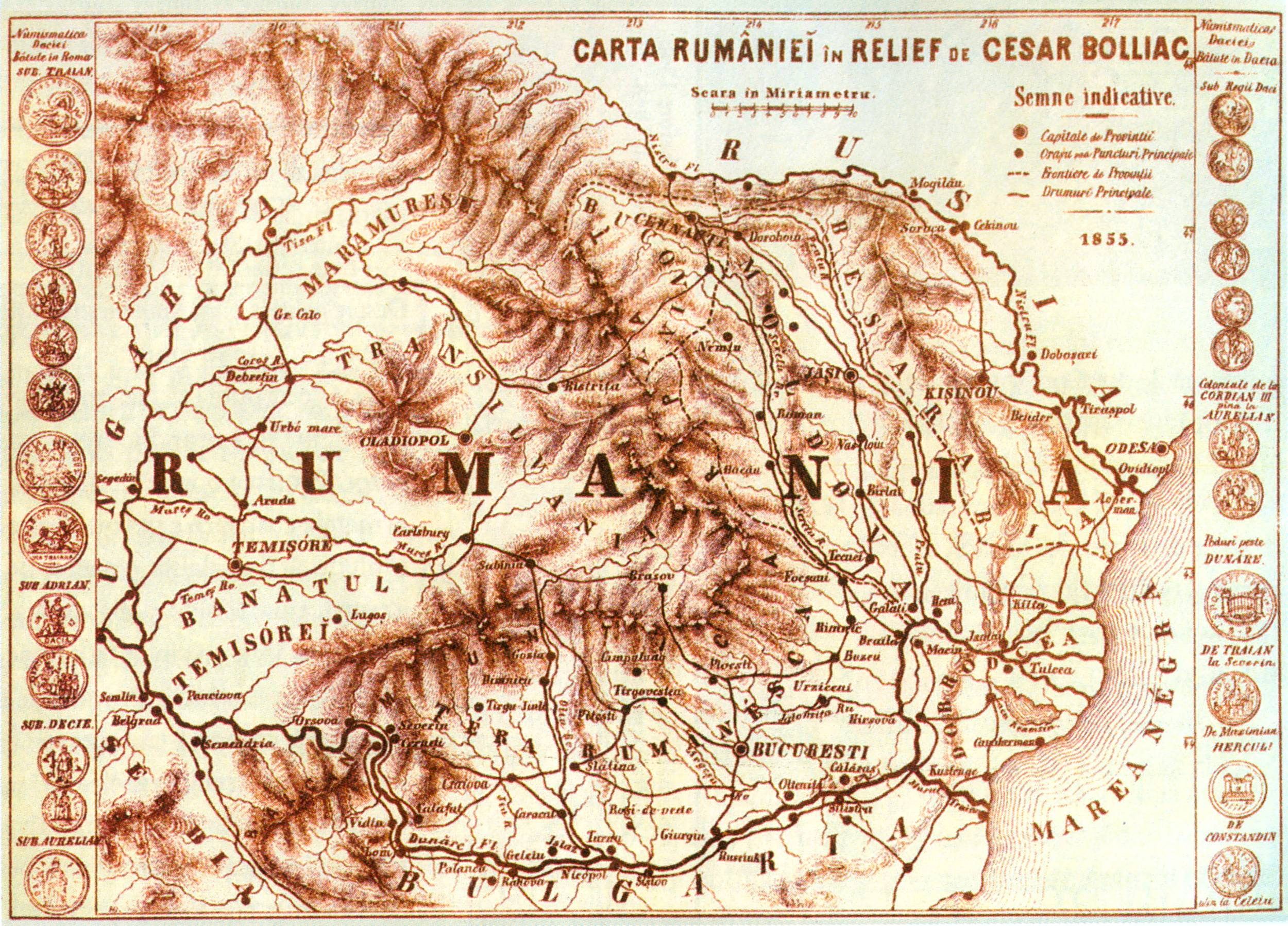
Un projet de 1855 pour unir les Roumains.
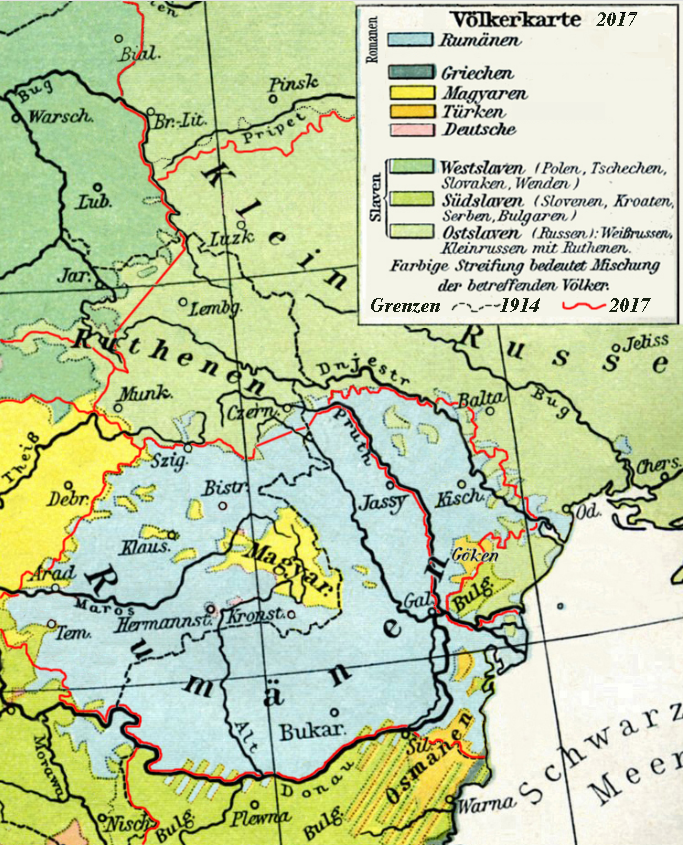
En bleu les territoires habités par des Roumains avant l'union territoriale de 1918. En noir les frontières du début du XXe siècle, en rouge celles du XXIe siècle.
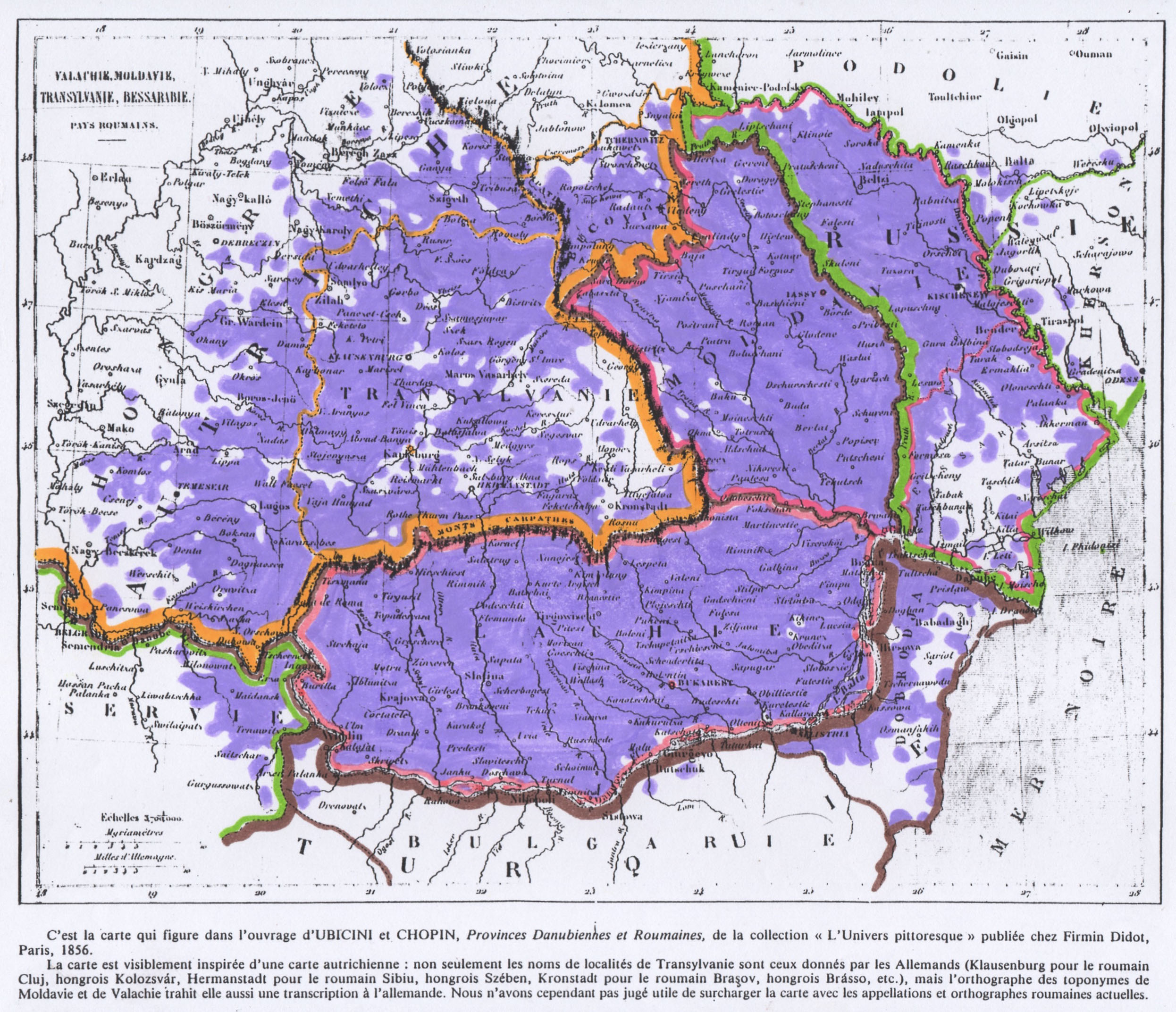
Idem, en 1856, en violet.
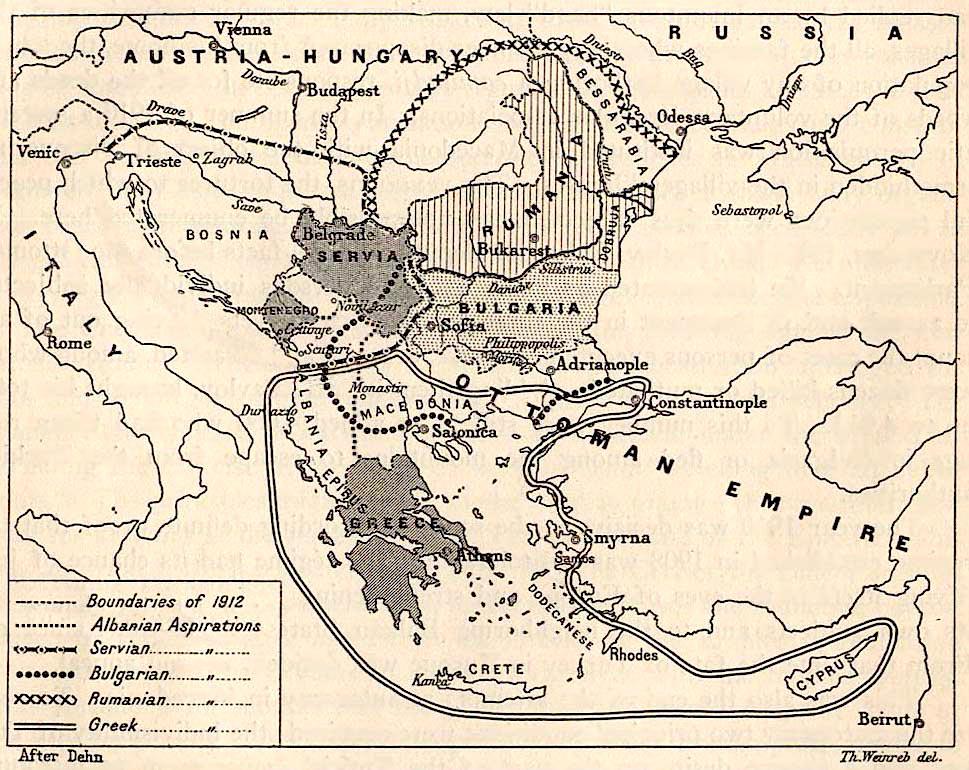
Les aspirations irrédentistes dans les Balkans en 1912, dont la « Grande Roumanie ».
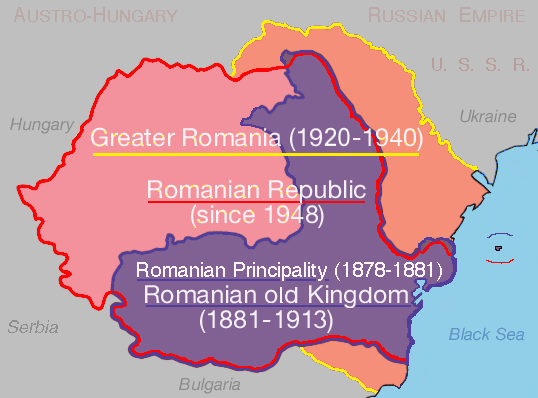
Évolution des frontières de la Roumanie depuis 1881 : le Vieux Royaume est en violet, les territoires gagnés par la « Grande Roumanie » en orange (perdus en 1945) et rose (conservés en 1945).
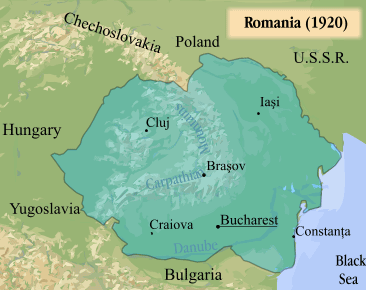
Le royaume de Roumanie de décembre 1918 à juin 1940.
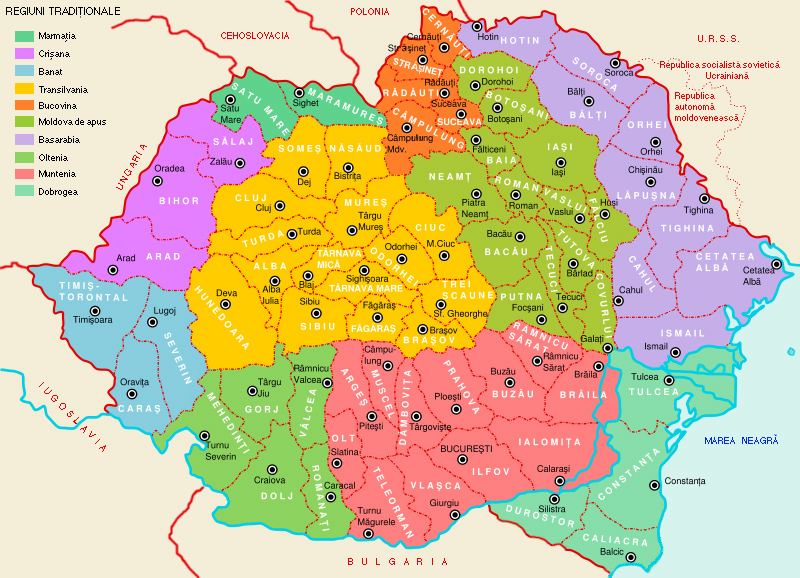
Les régions historiques de la « Grande Roumanie » en 1918.
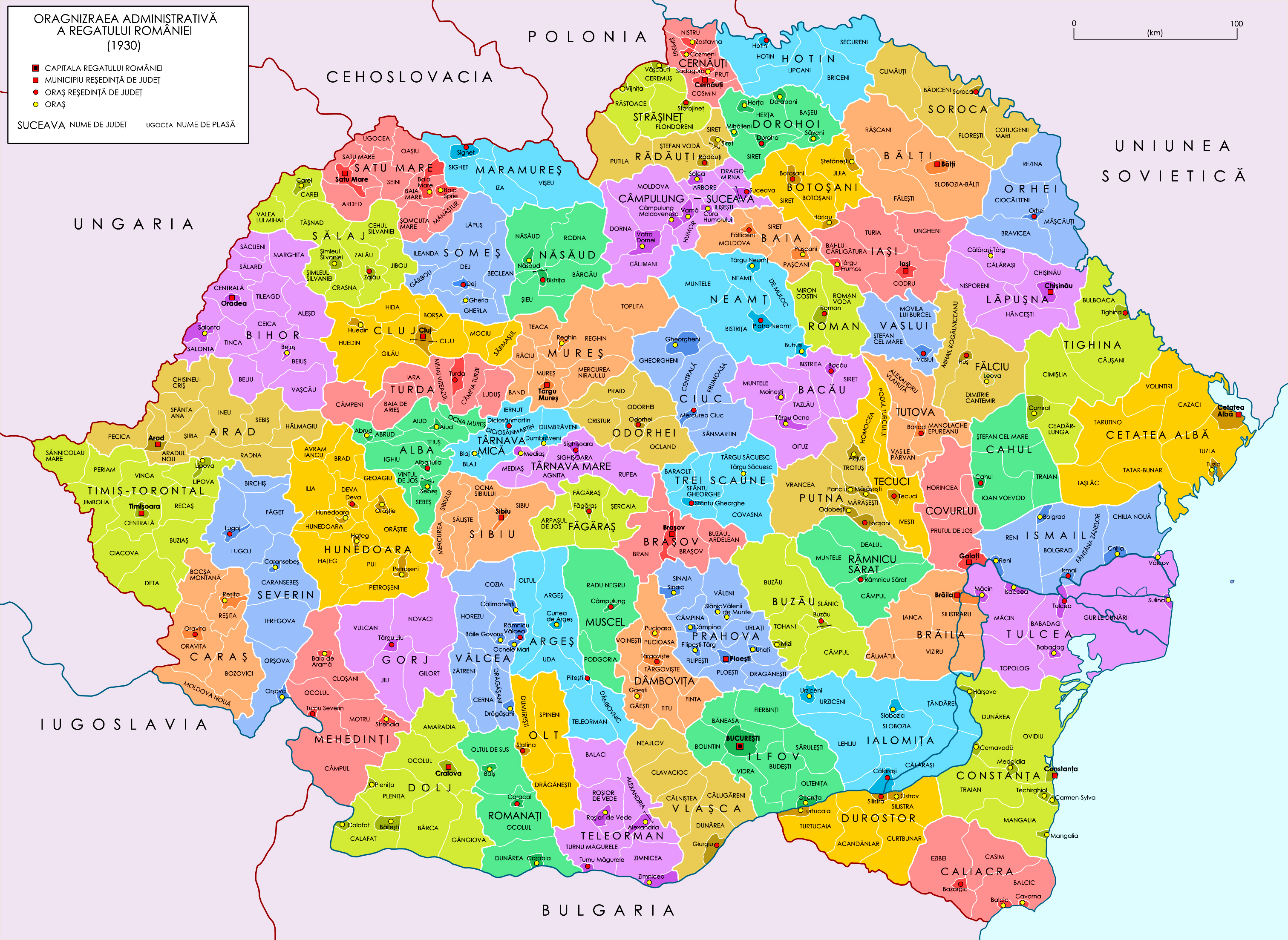
Les 70 départements du royaume de Roumanie en 1939.
Taux d'alphabétisation en 1930 : les zones les mieux alphabétisées correspondent à celles où les minorités étaient les plus nombreuses ou localement majoritaires ; la Bessarabie, russe jusqu'en 1917, avait le taux d'alphabétisation le plus bas, sauf chez les Allemands (également les mieux alphabétisés dans le Banat et en Transylvanie).
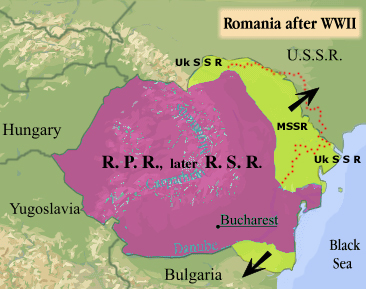
La Roumanie depuis 1945 avec en vert clair les territoires perdus.
Évolution des territoires roumains des origines à nos jours.
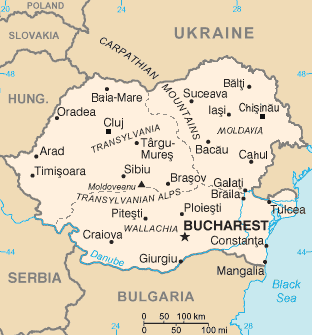
La « Roumanie unitaire » (România întregită) souhaitée par le mouvement unioniste actuel.